# Kuku-uwanh
Kuku-uwanh är ett australiskt språk som talades av 40 personer år 1981. Kuku-uwanh talas i Queensland. Kuku-uwanh tillhör de pama-nyunganska språken.